# Le chat botté
Le chat botté je francouzský němý film z roku 1903. Režiséry jsou Ferdinand Zecca (1864–1947) a Lucien Nonguet (1869–1955). Film trvá zhruba 9 minut.
Jedná se o první filmovou adaptaci italské lidové pohádky Kocour v botách, jehož nejznámější přeživší verzi zachytil Charles Perrault ve sbírce Histoires ou Contes du temps passé vydané v roce 1697.